# Haarsee (Ohlstadt)
Der Haarsee ist ein Moorsee im Murnauer Moos. Er wird vom Rinnenbach gespeist und entwässert zum Wöhrbach.
Weitere Kleinseen im Murnauer Moos sind Langer-Köchel-See, Schwarzsee, Krebssee, Moosbergsee, Neuer Moosbergsee und Rollischsee.